# Tricentra caecaria
Tricentra caecaria là một loài bướm đêm trong họ Geometridae.